# Битва под Одоевом
Битва под Одоевом — сражение между коалицией феодалов Верховских княжеств и ордынским войском хана Худайдата. Русское войско возглавлял князь Юрий Романович Одоевский, по прозвищу «Чёрный». Среди других князей были Андрей Михайлович из Опакова, а также Андрей Всеволодович Шутиха из Мещовска, воевода Григорий Протасьевич, а также присланные Витовтом Иван Семёнович Баба и его брат Иван Путята из друцких князей. Сам Витовт в письме магистру Тевтонского ордена фон Русдорфу называл Юрия Одоевского «московским вассалом», поэтому данная битва могла быть общим делом великих княжеств Литовского и Московского. На это указывают и летописные сведения о дележе добычи после битвы. В то же время, летопись сообщает, что московское войско к битве не поспело.
Битва окончалась полным разгромом ордынцев, бегством Худайдата и потерей всего его гарема. Согласно летописи, в битве был убит некий Когча, «богатырь велик телом». Худайдат после поражения исчез с политического горизонта.